# Maria Luisa Santella
Maria Luisa Santella, nata Abbate (Napoli, 21 giugno 1945), è un'attrice italiana.

## Biografia
Attrice, regista, video maker e ricercatrice di nuovi linguaggi per la scrittura scenica nonché caratterista del teatro napoletano, come attrice cinematografica ha lavorato con Ettore Scola nel film Brutti sporchi e cattivi (1976), interpretando il ruolo di una prostituta al fianco di Nino Manfredi.
Negli anni successivi prende parte ad altre pellicole con registi come Maurizio Scaparro, Giuseppe Bertolucci, Gabriele Salvatores, Mario Martone, Pappi Corsicato, Stefano Mordini, Ferzan Özpetek. In televisione prende parte a molti dei lavori firmati da Ugo Gregoretti. 
Si trasferisce poi nel 1988 in Australia, per insegnare dizione e recitazione alla Academy of performing arts di Perth, dove mette in scena il lavoro multimediale di sua creazione Memory Rooms, con la collaborazione per le arti visive del pittore italo australiano Michele Gentile e una rielaborazione in inglese di Questa sera si recita a soggetto di Luigi Pirandello, inoltre è protagonista per la televisione australiana del film Windows di Teresa Crea.
In seguito è tornata nella sua città natale, Napoli, dal 1998 al 2016 lavorando tra Napoli e Fremantle (Australia occidentale).

## Vita privata
È stata moglie e compagna di lavoro dell'attore Mario Santella, di cui ha adottato il cognome. Successivamente si è legata all'artista Michele Gentile.

## Filmografia
- Il matrimonio di Rosa Palanca, regia di Piero Panza – film TV (1974)
- Seguirà una brillantissima farsa – serie TV, 1 episodio (1974)
- Brutti, sporchi e cattivi, regia di Ettore Scola (1976)
- In tre dentro u fonfo di caffè, regia di Gianni Casalino – film TV (1979)
- Ma che cosa è quest'amore, regia di Ugo Gregoretti – miniserie TV, 2 episodio (1979)
- La ballata di Cocciadura, regia di Edmo Fenoglio – film TV (1980)
- Oggetti smarriti, regia di Giuseppe Bertolucci (1980)
- Maccheroni, regia di Ettore Scola (1985)
- La ballata di Eva, regia di Francesco Longo (1985)
- Kamikazen - Ultima notte a Milano, regia di Gabriele Salvatores (1987)
- I vesuviani, regia di Antonio Capuano, Pappi Corsicato, Antonietta De Lillo, Stefano Incerti, Mario Martone (1999)
- Radici, regia di Carlo Luglio (2011)
- Pericle il nero, regia di Stefano Mordini (2015)
- Napoli velata, regia di Ferzan Özpetek (2017)

## Riconoscimenti
- 2023 – Assegno vitalizio[1][2]

Con decreto del Presidente della Repubblica Sergio Mattarella, sulla proposta del Presidente del Consiglio dei ministri Giorgia Meloni, su conforme deliberazione  del Consiglio  dei  ministri n. 27, adottata nella riunione del 6 aprile 2023, ha ricevuto un assegno straordinario vitalizio concesso a favore di cittadini illustri di chiara fama nazionale ed internazionale che abbiano illustrato la Patria, Legge Bacchelli.